# Красовская, Анастасия Олеговна
Анастаси́я Оле́говна Красо́вская (бел. Анастасія Алегаўна Красоўская; род. 2 января 1999, Минск, Беларусь) — белорусская актриса, фотомодель.

## Биография
Родилась 2 января 1999 года в Минске, там же прошли её детство и юность. Училась на юриста-международника. С 2017 года работала в модельном бизнесе. Жила в Китае. Профессионального актёрского образования не имеет.
В 2019 году Красовская снялась в клипе Тимы Белорусских «Витаминка». Её актёрским кинодебютом стала главная роль в фильме «Герда», за которую она получила положительные отзывы в прессе и награду на кинофестивале в Локарно. В 2021 году сыграла роль Влады в сериале «Трудные подростки» вплоть до самого финала сериала в 2024 году. В 2022 году Красовская сыграла главную женскую роль в спортивной драме «Бультерьер». В 2023 году сыграла одну из главных женских ролей в сериале «Слово пацана. Кровь на асфальте» — инспектора по делам несовершеннолетних Ирину Сергеевну.
В 2023 году победила в рейтинге «30 до 30» в номинации «Искусство» от журнала Forbes

## Фильмография
| Год       |   | Название                        | Роль            |
| --------- | - | ------------------------------- | --------------- |
| 2021      | ф | Герда                           | Лера            |
| 2021—2024 | с | Трудные подростки               | Влада           |
| 2022      | ф | Бультерьер                      | Оля             |
| 2023      | с | Стая                            | Даша            |
| 2022      | с | Чёрная весна                    | Анжела Бабич    |
| 2023      | с | Актрисы                         | Маша            |
| 2023      | ф | Белый список                    | Литовченко      |
| 2023      | с | Слово пацана. Кровь на асфальте | Ирина Сергеевна |
| 2024      | с | Внутри убийцы                   | Ника Савельева  |
| 2024      | с | Дайте шоу                       | Вера            |
| 2024      | ф | Ячейка общества                 | Саша            |
| 2024      | ф | Чёрный замок                    | Гордислава      |
| 2025      | с | Что-то положительное            | Ангелина        |

## Награды и номинации
- 2021 — Кинофестиваль в Локарно: приз за лучшую женскую роль («Герда»)[5][6]
- 2023 — Рейтинг «30 до 30» в номинации «Искусство» от журнала Forbes[4]